# Mânău, Maramureș
Mânău (în maghiară Monó) este un sat ce aparține orașului Ulmeni din județul Maramureș, Transilvania, România.

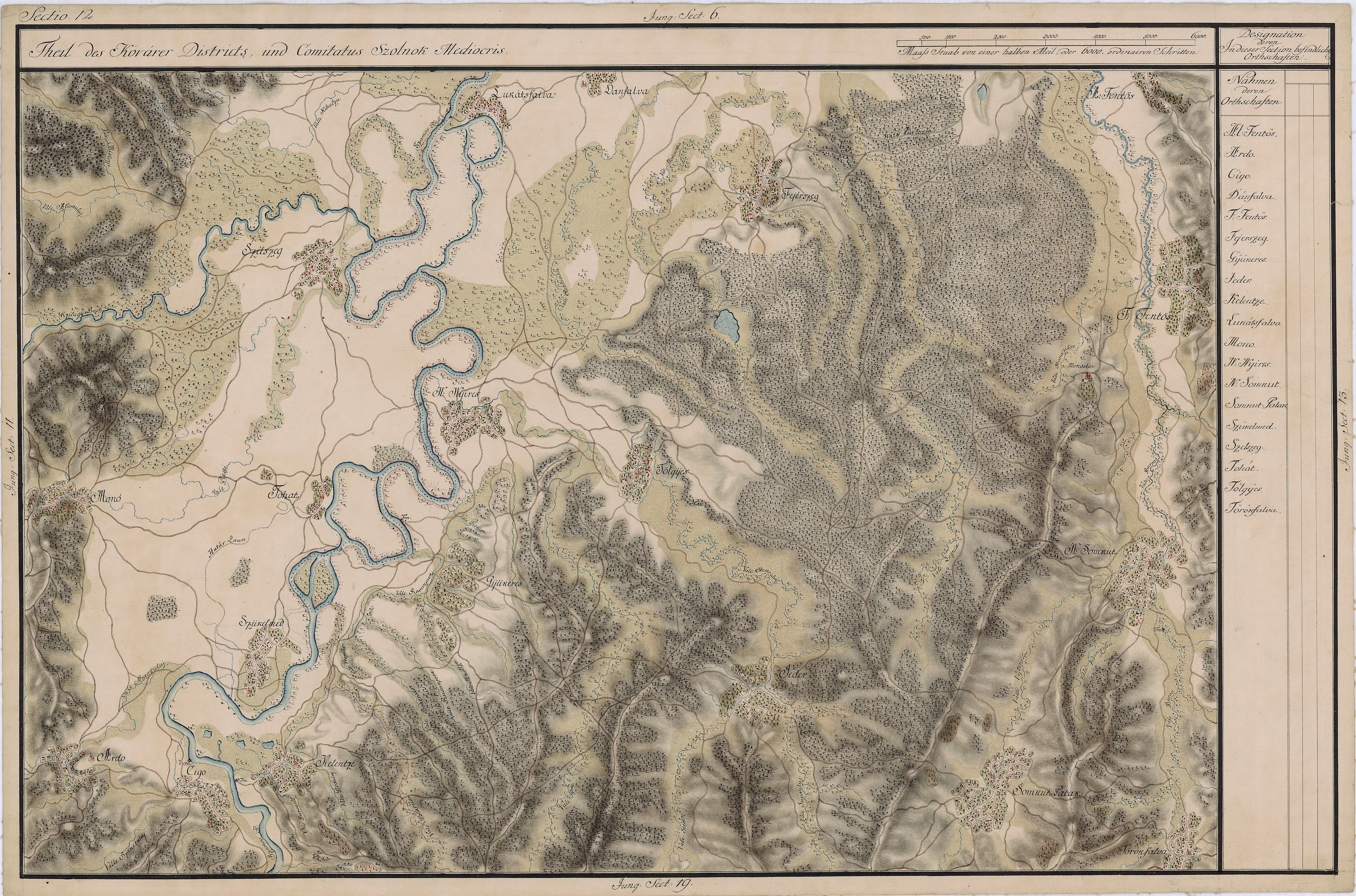
Mânău în Harta Iosefină a Transilvaniei

## Istoric
Prima atestare documentară: 1423 (Mono). 

## Etimologie
Etimologia numelui localității: din n.fam. Man (< scr. Man) + suf. -ău (< magh. -o); sau din antrop. slav Manov, devenit (sub influenția ucraineană) Manou, apoi în rom. Mânău. 

## Demografie
La recensământul din 2011, populația era de 1.100 locuitori. 